# Hans Asper

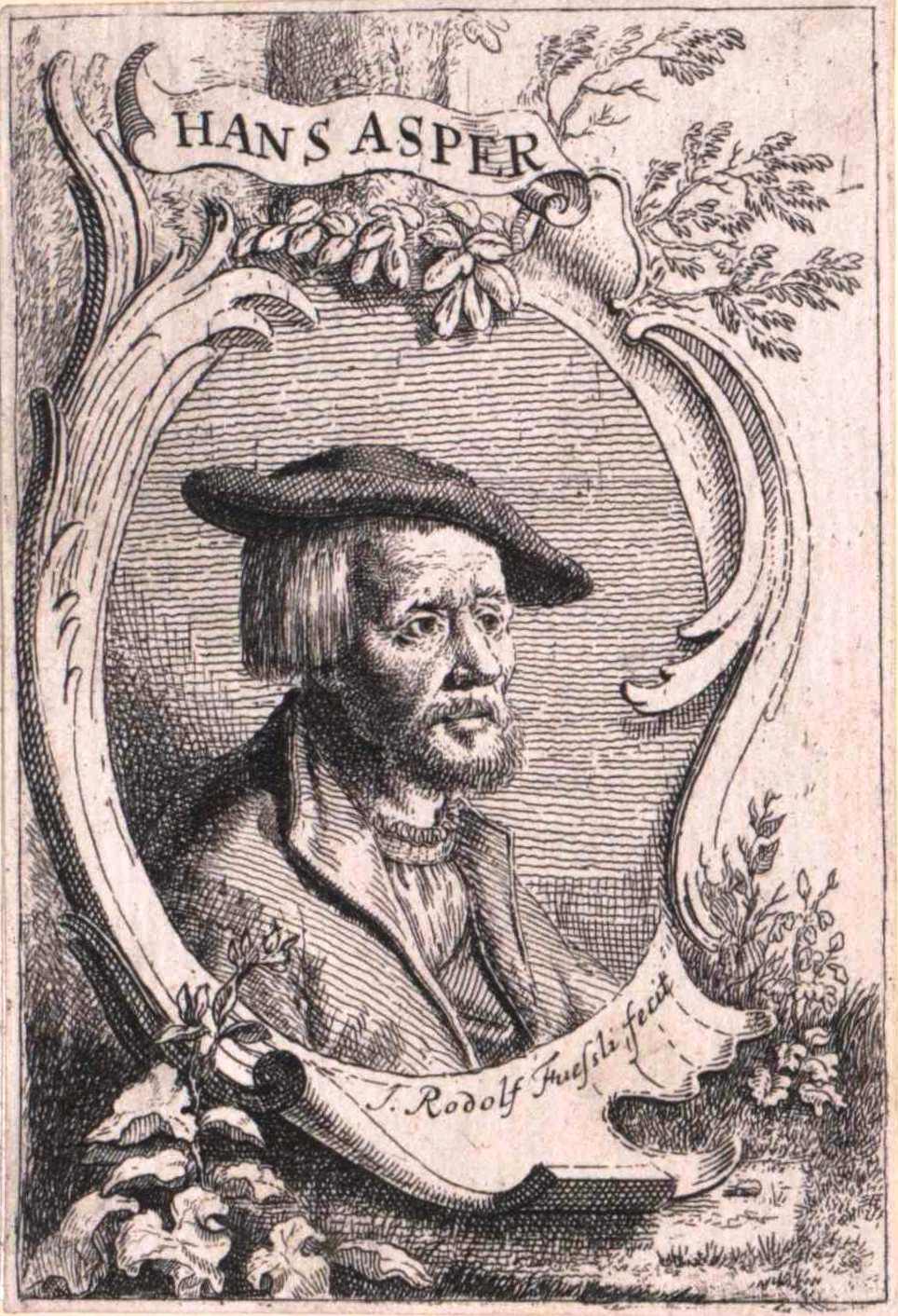
Porträt von Hans Asper

Hans Asper (* 1499 in Zürich; † 21. März 1571 ebenda) war ein Schweizer Maler, dessen Werke noch Züge der Spätgotik aufweisen.

## Leben
Hans Asper wurde als Sohn des Heinrich Asper aus dem Zürcher Ratsgeschlecht geboren. Im Jahr 1526 heiratete er in Zürich die Tochter des Grossrats Ludwig Nöggi. Der Sohn Hans Rudolf Asper wurde 1531 geboren und war später ebenfalls als Maler erfolgreich. Aspers Enkel Hans Konrad Asper war als Bildhauer und Baumeister u. a. in Wien und München tätig.
Hans Asper wurde zeitig von Hans Leu, einem Schüler Albrecht Dürers beeinflusst. Im Zuge des Bildersturms und der Reformation um 1523 entwickelte sich Hans Asper nicht zu einem Maler religiöser Motive, da der aufkommende Protestantismus ohne das Altarbild auskam. Hans Asper wurde in der Folge der erste Maler Zürichs, der sich auf die Porträtmalerei konzentrierte und weltliche Werke anfertigte. Obwohl Hans Asper ein angesehener Mann war und u. a. seit 1545 als Abgeordneter der Meisenzunft im Grossen Rat in Zürich sass, konnte er sich von seiner künstlerischen Tätigkeit nicht ernähren und war auf die Unterstützung der Obrigkeit angewiesen. Im Jahr 1567 bewilligte ihm der Rat in Anerkennung seiner Verdienste eine Lebensrente. Hans Asper starb in ärmlichen Verhältnissen.

## Wirken
Von seinem Gesamtwerk sind heute rund 30 Bildnisse erhalten, die sich zum Grossteil in Schweizer Museen befinden und zwischen 1531 und 1564 datiert sind. Dargestellt sind häufig Magistraten aus Zürich und wichtige Reformatoren der Zeit, meist aus dem Umkreis von Ulrich Zwingli. Es sind im spätgotischen Stil oft klar umrissene, in starken Farben gehaltene Profil- und Dreiviertelansichten, meistens Brustbilder mit grünem Hintergrund, ohne Hinweis auf Innenräume oder Ausblicke in die Landschaft. Zwei Stillleben Aspers mit Früchten und Tieren zählen zu den frühesten bekannten Stillleben überhaupt.
Für den Zürcher Verleger Christoph Froschauer war er als Zeichner und Holzschneider tätig. Seine Werke erschienen u. a. in der Chronik von Johannes Stumpf und in Conrad Gessners Tierbüchern.
Nicht nur in Gessners Fischbuch finden sich Tierzeichnungen Aspers wieder, sondern auch in einer 1563 erlassenen Ordnung für Fang, Kauf und Verkauf aller Fischer des Zürichsees.
Asper war in Zürich auch vielfach als Fassaden-, Fahnen- und Wappenmaler tätig. Als offizieller Stadtmaler Zürichs malte Hans Asper 1531 die kleine Ratsstube und das Haus des Stadtschreibers aus. Im Jahr 1532 schmückte er die Aussenwände des Rathauses sowie die Uhren am Grimmenturm und am Gerichtshaus. Von 1538 bis 1539 vergoldete er die Zifferblätter der Kirche von St. Peter.

## Ehrung

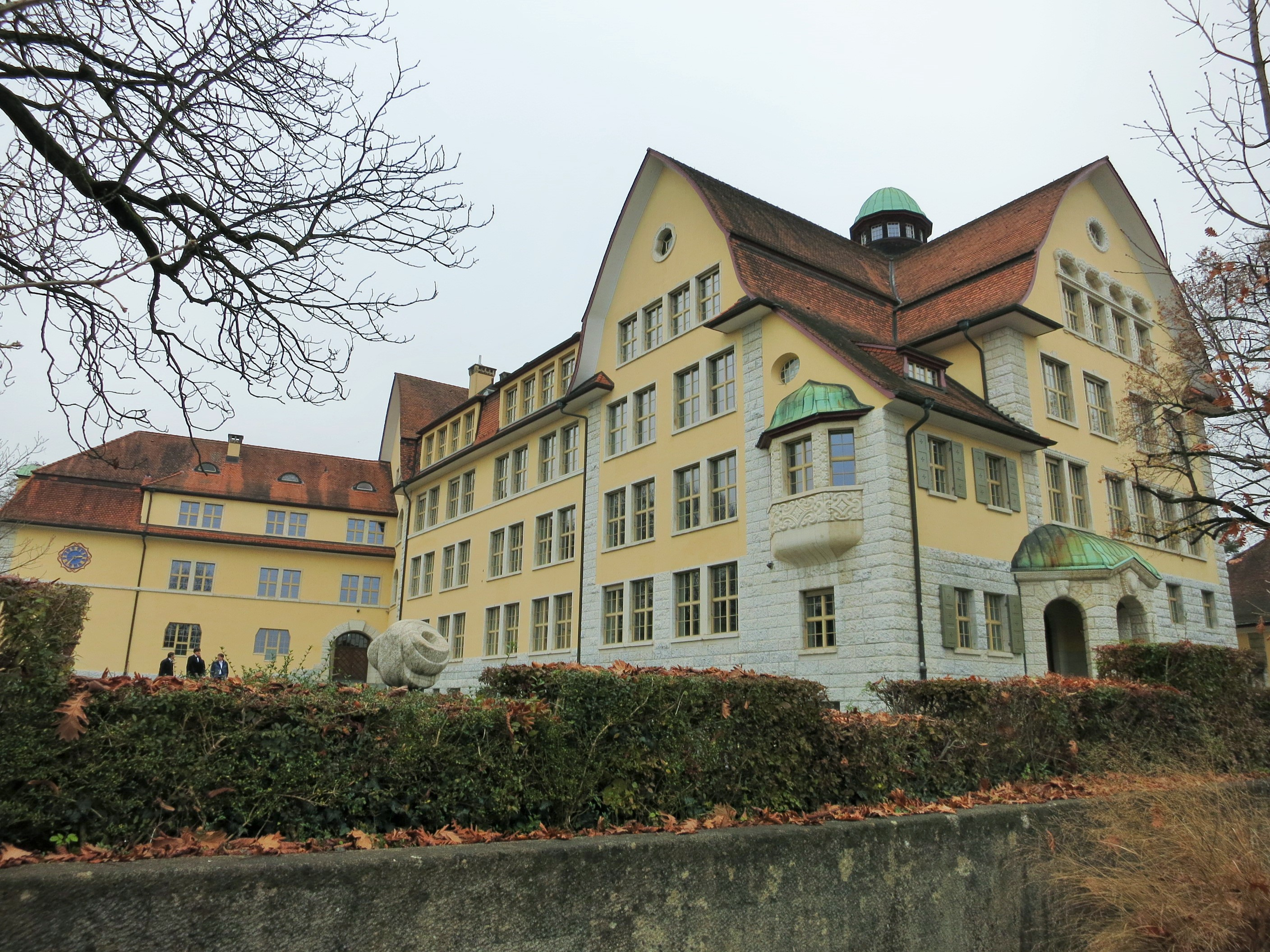
Schulhaus Hans Asper

Nach Hans Asper ist in Zürich Wollishofen ein Sekundarschulhaus benannt. Das Schulhaus Hans Asper ist zudem das einzige Schulhaus in der Deutschschweiz, welches Normale und Schwerhörige/Gehörlose Klassen in einem Schulhaus hat.

## Werke

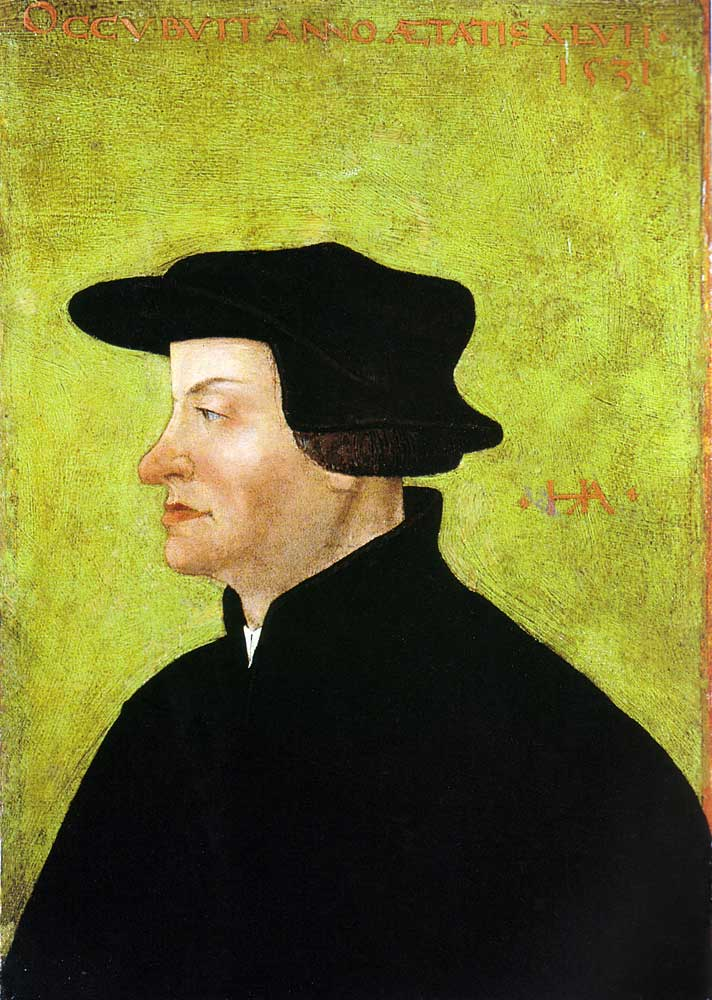
Ulrich Zwingli, um 1531
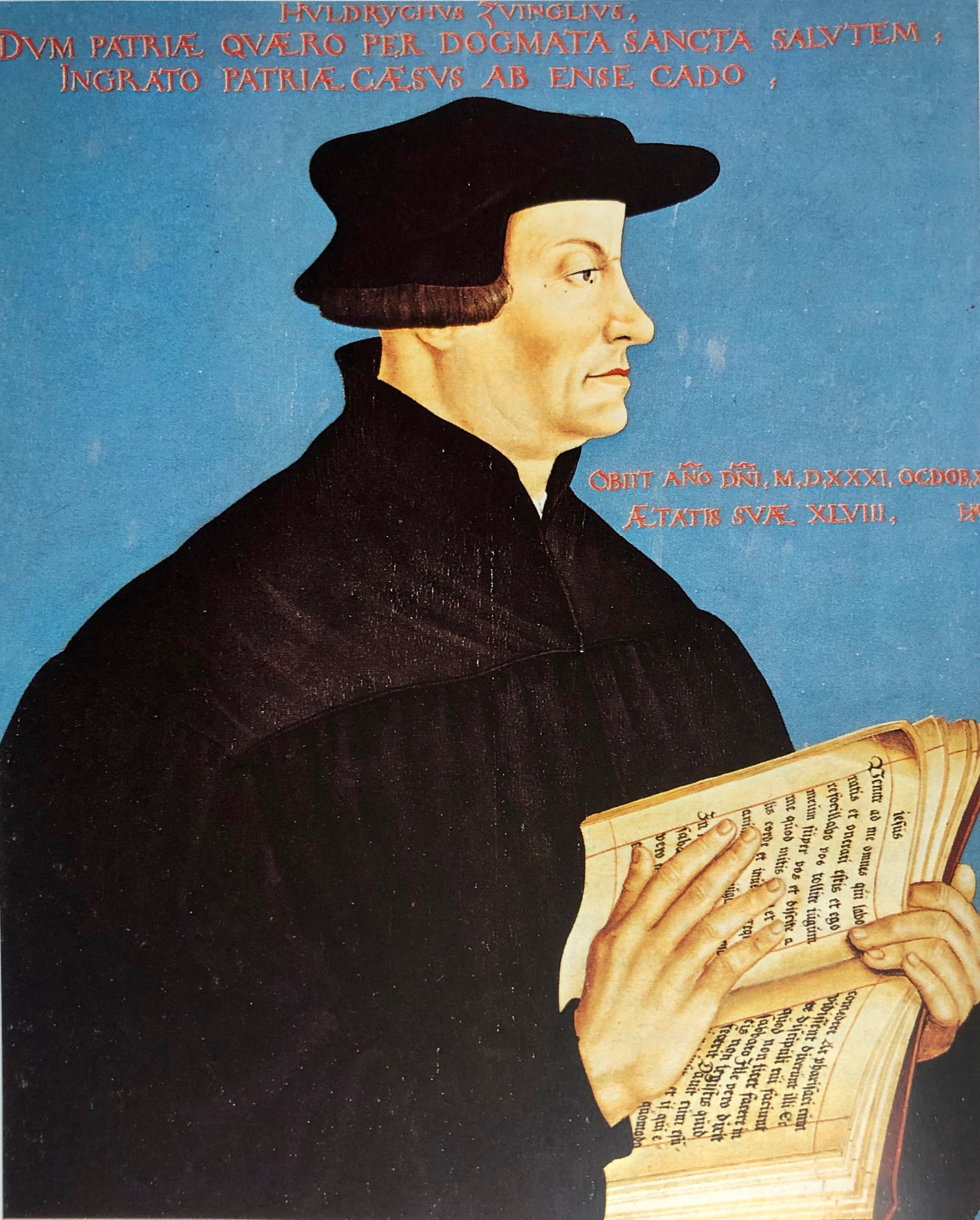
Ulrich Zwingli, 1549
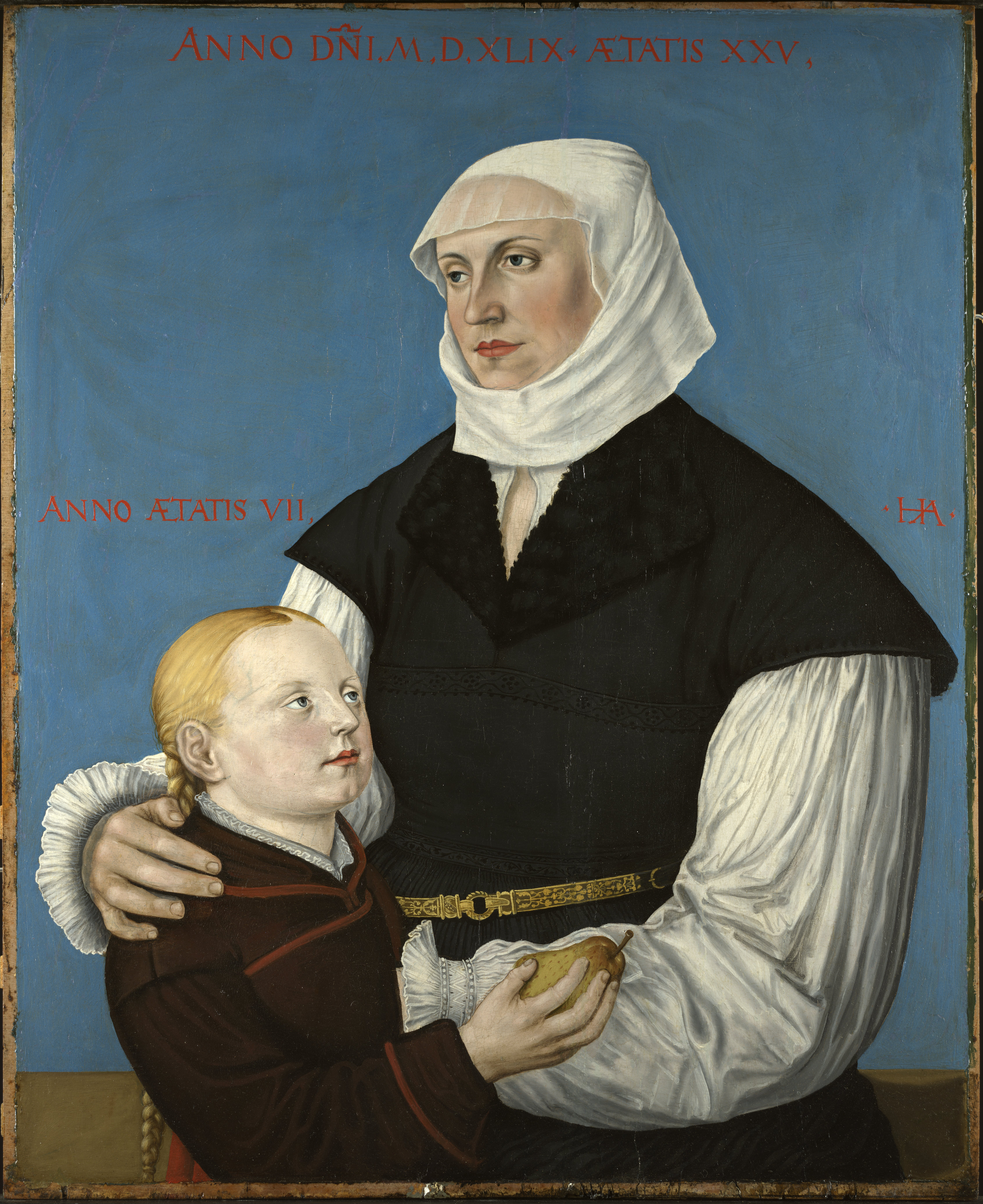
Regula Gwalther Zwingli und Anna Gwalther, 1549
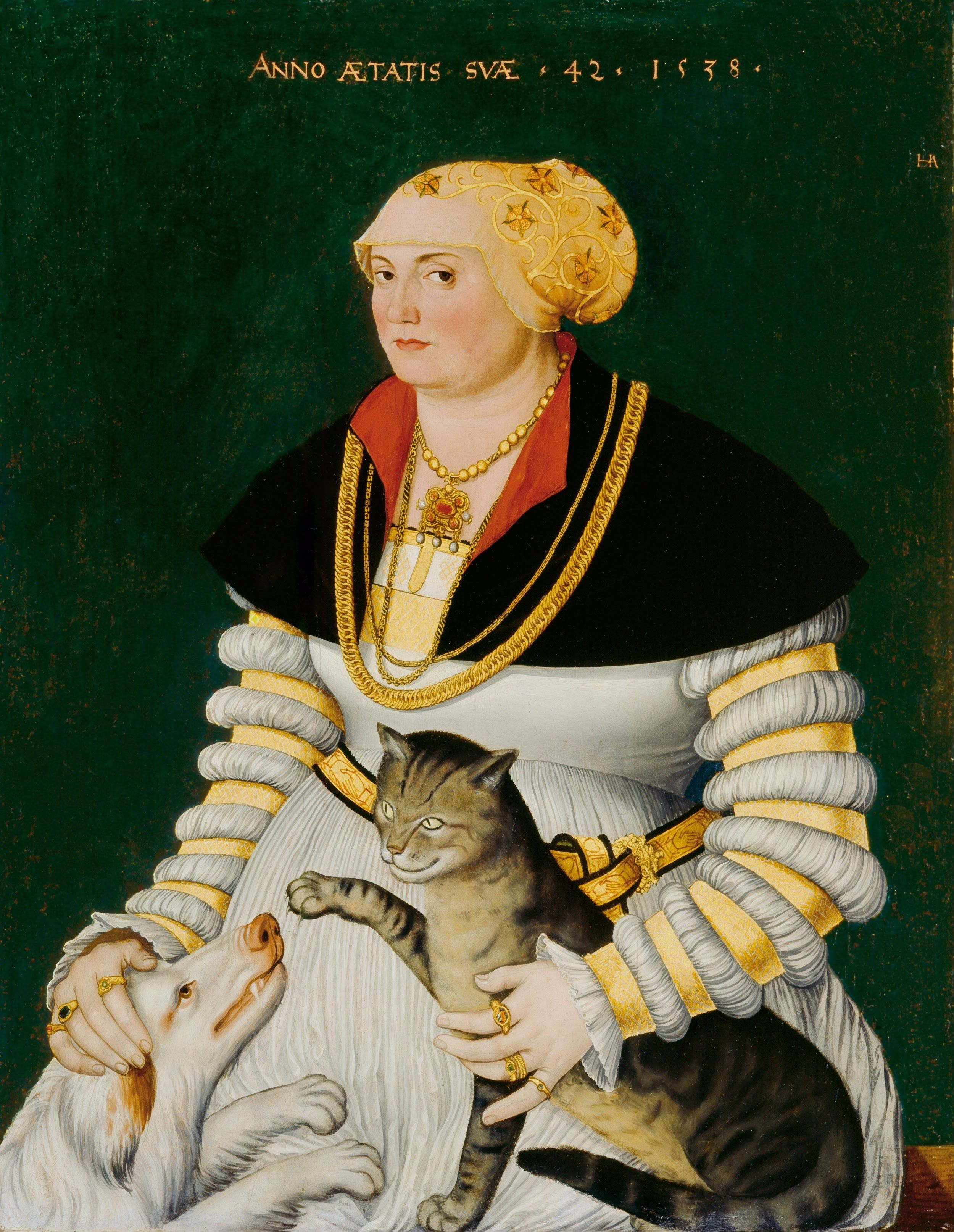
Cleophea Holzhalb, 1538
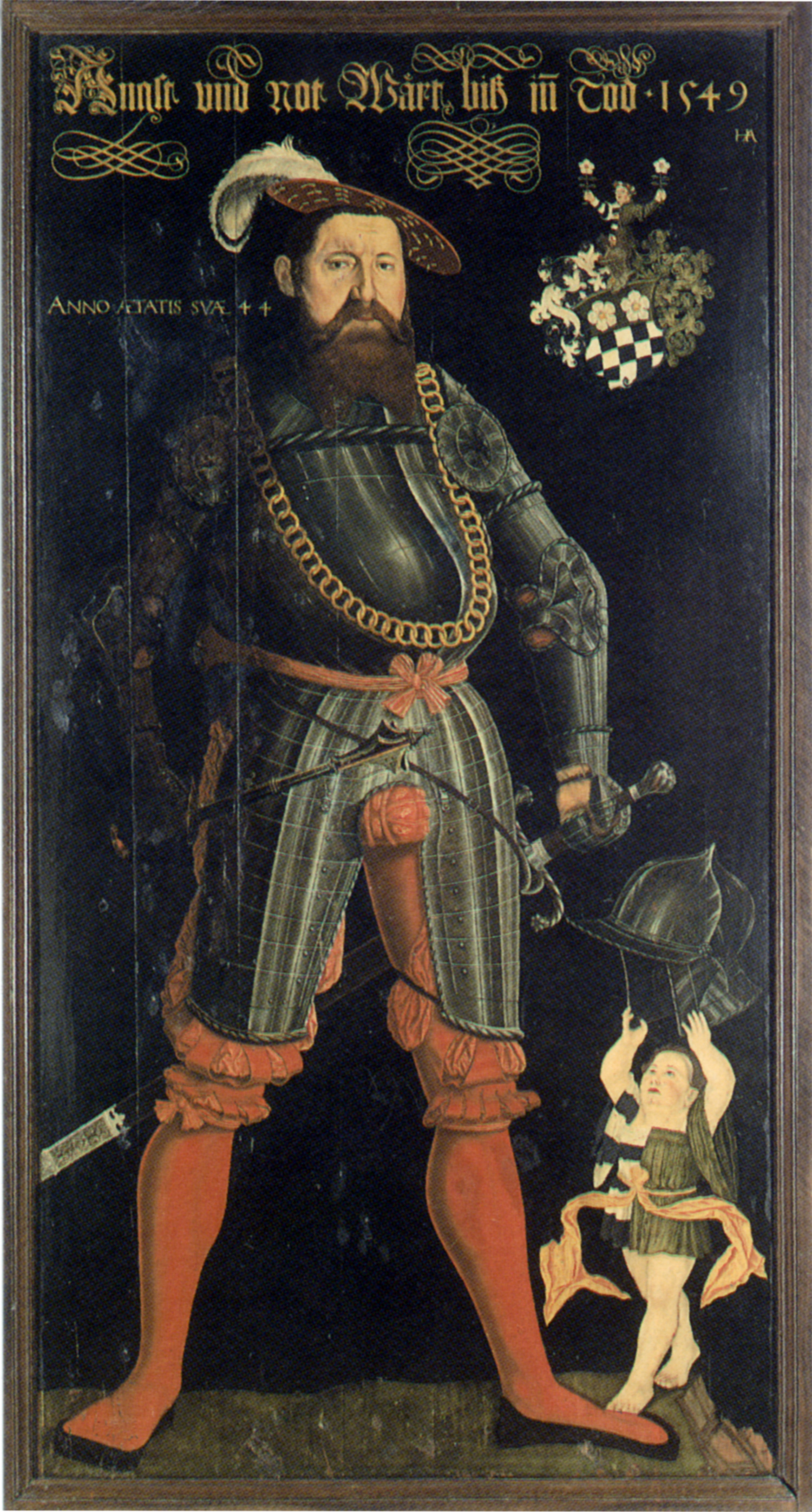
Wilhelm Frölich, 1549

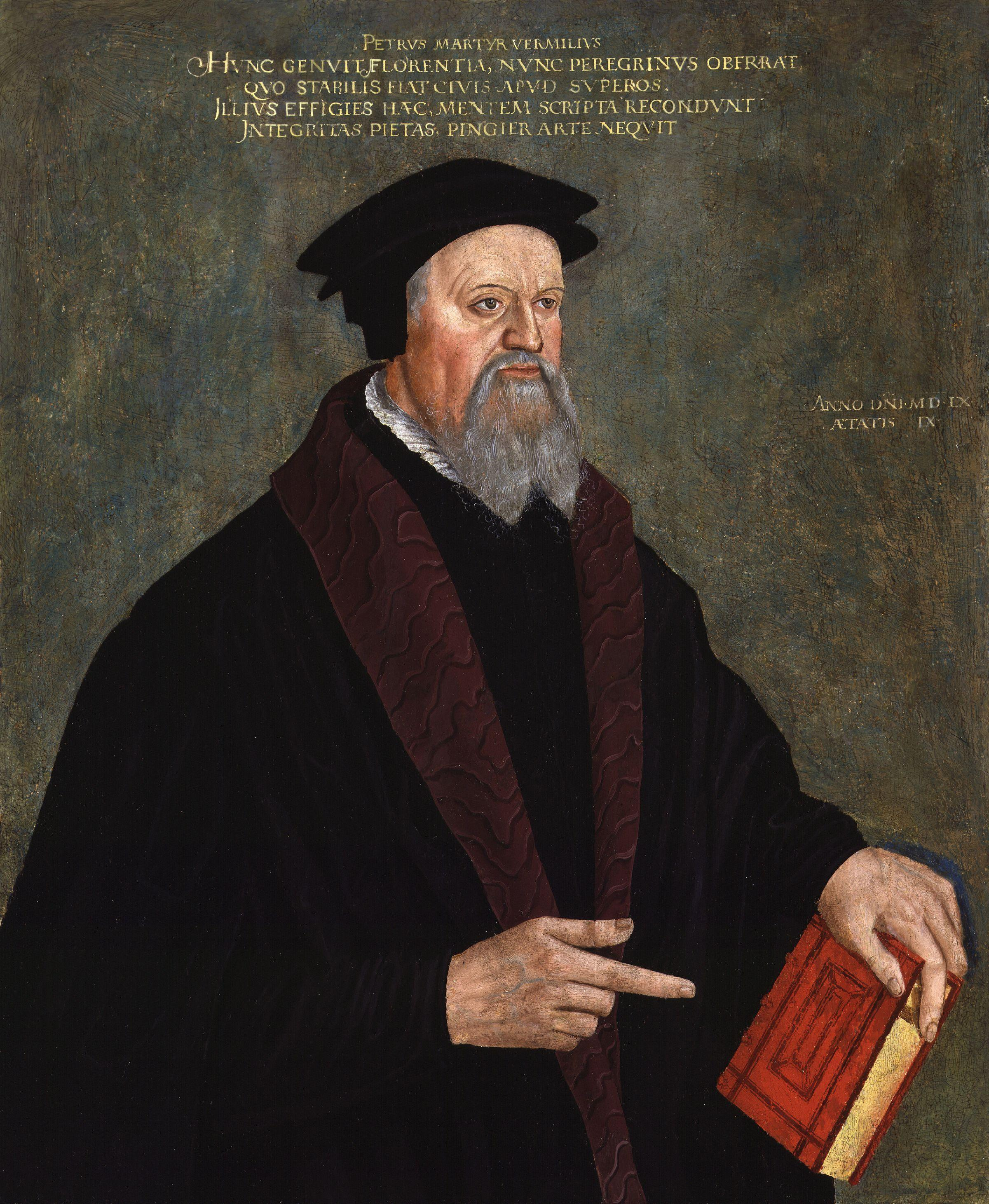
Pietro Martire Vermigli, 1560
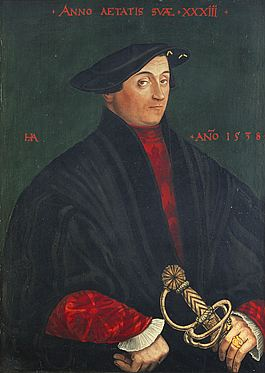
Junker Andreas Schmid von der Kugel, 1538
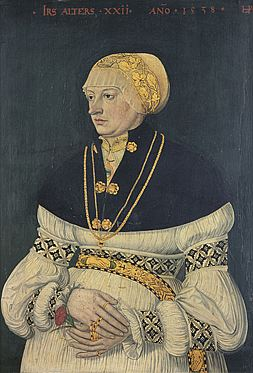
Anna-Regula Schmid von der Kugel geb. Schärer, 1538
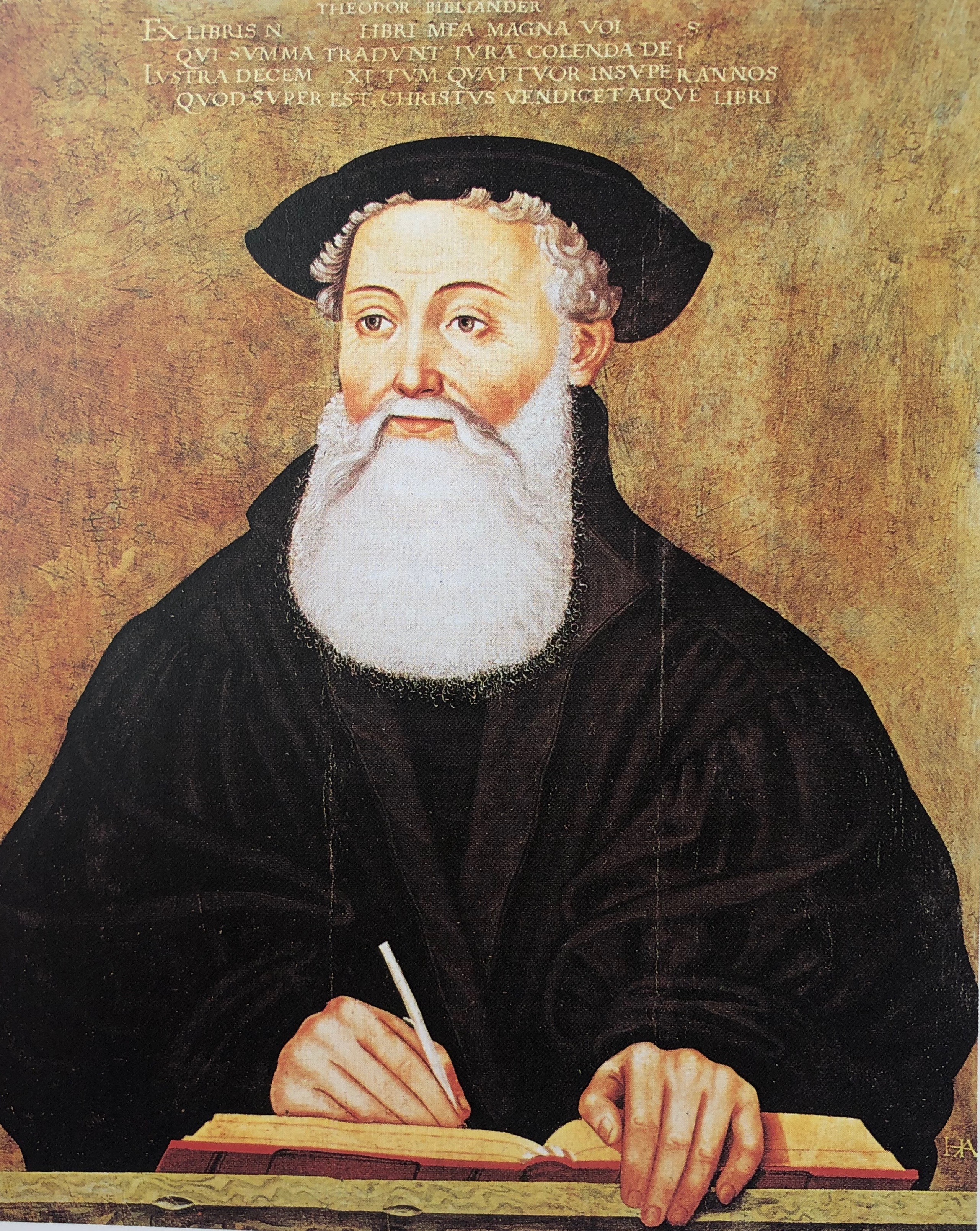
Theodor Bibliander, 1550